# Liste der Baudenkmäler in Rimpar

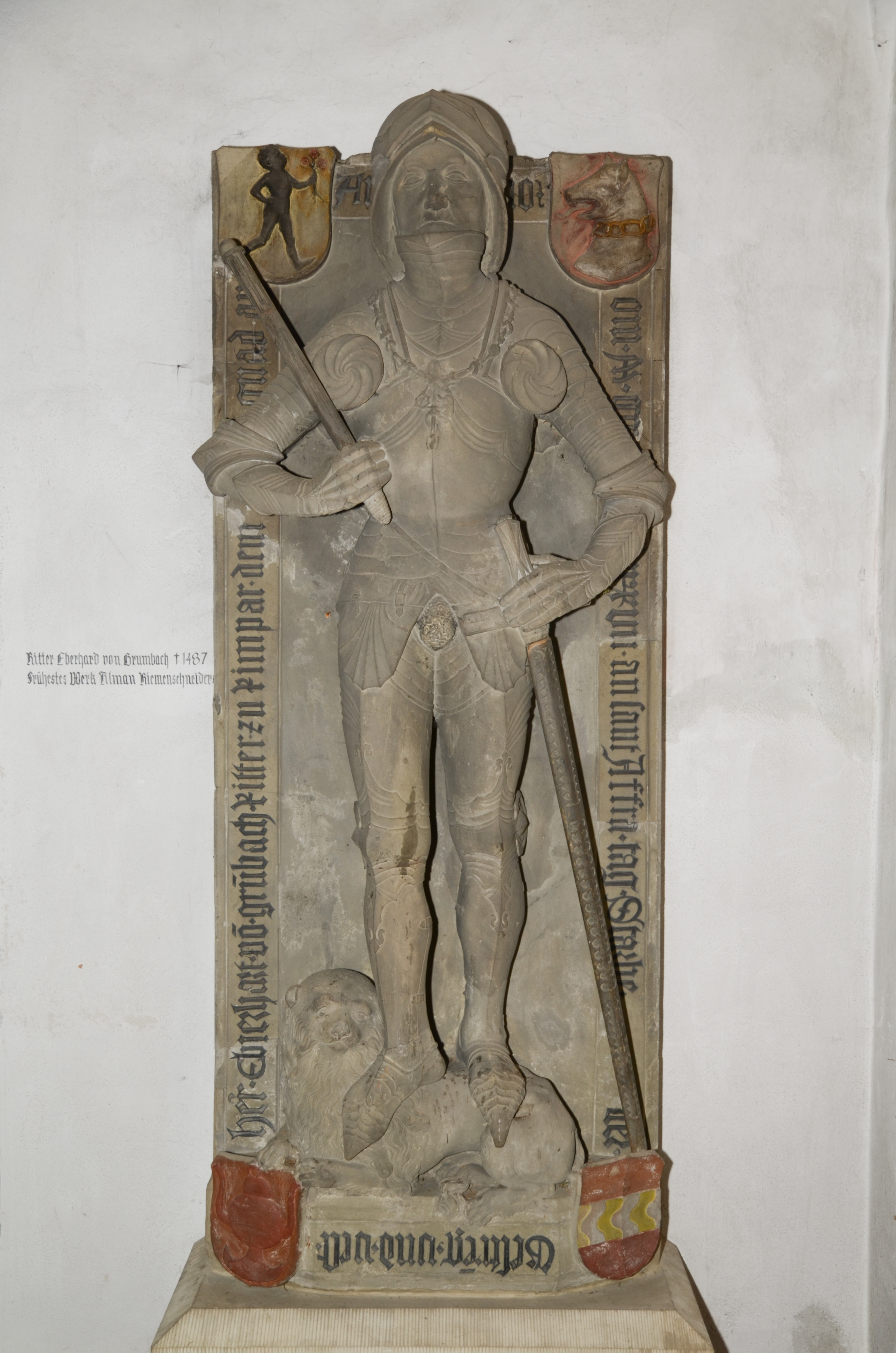
Riemenschneider-Epitaph in der Pfarrkirche in Rimpar

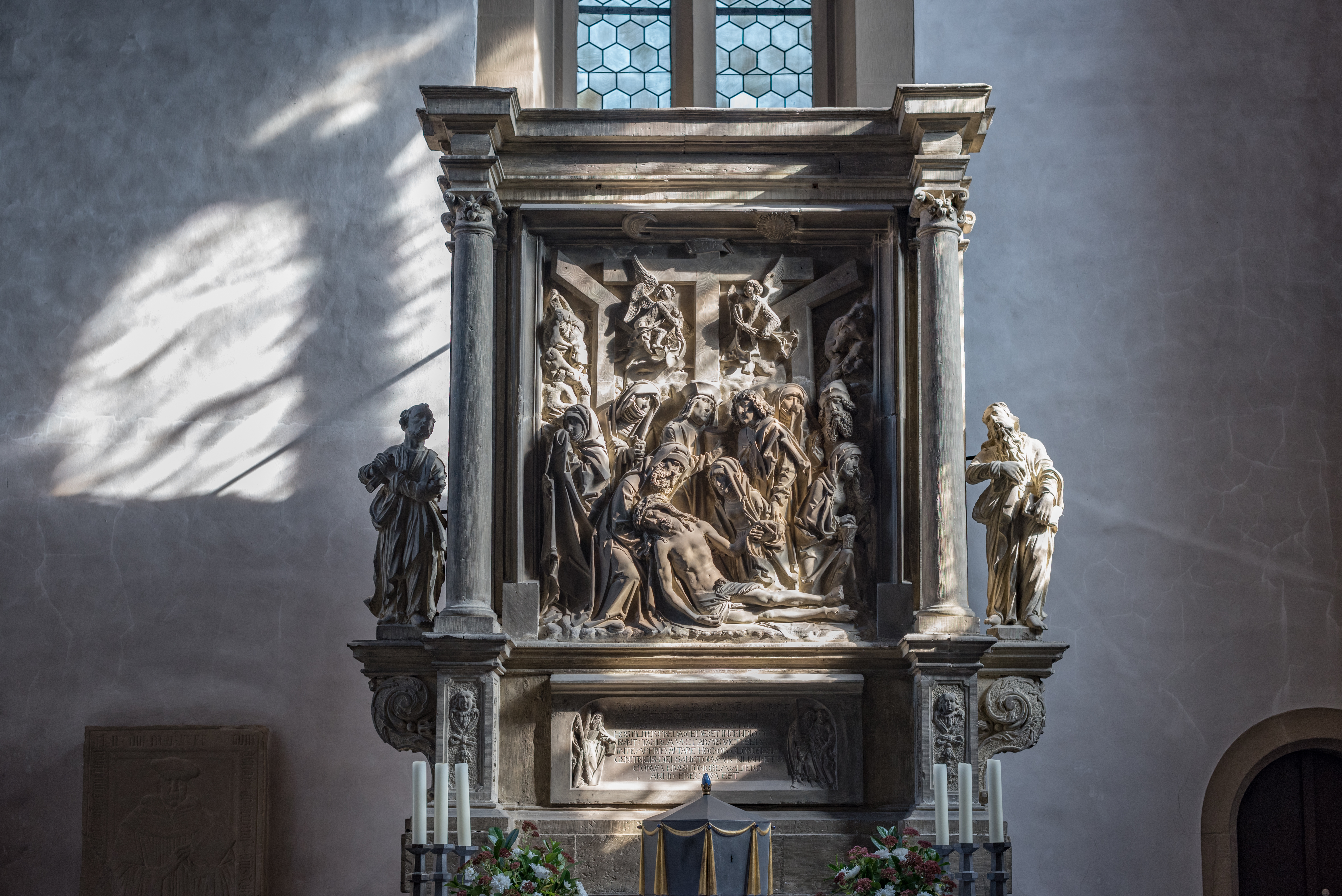
Riemenschneider-Altar in der Kirche St. Afra in Maidbronn

Auf dieser Seite sind die Baudenkmäler in dem unterfränkischen Markt Rimpar zusammengestellt. Diese Tabelle ist eine Teilliste der Liste der Baudenkmäler in Bayern. Grundlage ist die Bayerische Denkmalliste, die auf Basis des Bayerischen Denkmalschutzgesetzes vom 1. Oktober 1973 erstmals erstellt wurde und seither durch das Bayerische Landesamt für Denkmalpflege geführt wird. Die folgenden Angaben ersetzen nicht die rechtsverbindliche Auskunft der Denkmalschutzbehörde.

## Baudenkmäler nach Ortsteilen

### Rimpar
| Lage                                                                                                | Objekt                                                  | Beschreibung | Akten-Nr.     | Bild           |
| --------------------------------------------------------------------------------------------------- | ------------------------------------------------------- | --- | ------------- | -------------- |
| Alte Würzburger Straße (Standort)                                                                   | Bildstock                                               | giebelbedachter Reliefaufsatz mit Gekreuzigtem, auf Pfeiler, Sandstein, 2. Hälfte 19. Jahrhundert | D-6-79-180-26 | weitere Bilder |
| Alte Würzburger Straße; Hebersberg; an der alten Würzburger Straße südwestlich des Ortes (Standort) | Bildhäuschen                                            | Teilerneuert, mit Pietàrelief auf Postament mit Inschriftenkartusche, Sandstein, bezeichnet 1934/35 | D-6-79-180-53 | weitere Bilder |
| Alte Würzburger Straße (Standort)                                                                   | Bildstock                                               | von Säulen getragener, ornamentierter Nischenaufsatz, darin Kreuzschlepperrelief, Sandstein, um 1910 | D-6-79-180-54 | weitere Bilder |
| Austraße (Standort)                                                                                 | Laufbrunnen                                             | pfeilerartige Brunnensäule, davor Streintrog, Sandstein, 19. Jahrhundert | D-6-79-180-5  | weitere Bilder |
| Austraße 36 (Standort)                                                                              | Hausfigur                                               | Monstranz mit den Stigmata Christi, 18./19. Jahrhundert | D-6-79-180-6  | weitere Bilder |
| Austraße (Standort)                                                                                 | Wegkreuz                                                | Kruzifix auf Sockel mit Inschrift, darauf Figur der trauernden Muttergottes, Sandstein, bezeichnet 1921 | D-6-79-180-8  | weitere Bilder |
| Bachgasse; Nähe Austraße (Standort)                                                                 | Bildstock                                               | Aufsatz mit Kreuzbekrönung und Bronzerelief mit Ölbergszene, auf Pfeiler mit ovalem Mittelstück über Sockel, Kunststein, um 1920 | D-6-79-180-7  | BW             |
| Berliner Platz (Standort)                                                                           | Bildhäuschen                                            | Nischenaufsatz, darin Tonrelief mit Kreuzigungsszene, auf Sockel mit Inschrift, Sandstein, bezeichnet 1927 | D-6-79-180-9  | BW             |
| Kohlplatte (Standort)                                                                               | Bildstock                                               | Reliefaufsatz mit Kreuzbekrönung und vier Passionsszenen, auf erneuertem Pfeiler über Postament mit Inschrift, Sandstein, 17. Jahrhundert | D-6-79-180-23 | weitere Bilder |
| Großer Leimig (Standort)                                                                            | Bildstock                                               | Reliefaufsatz mit Kreuzigung und Stiftern auf Säule über Postament, Sandstein, bezeichnet 1686 | D-6-79-180-24 | BW             |
| Bramberg; westlich am Kleinen Leimig                                                                | Bildstock                                               | mit Marienkrönung und Madonna, bezeichnet 1743 (renoviert 1907 und 1911); nicht nachqualifiziert, im Bayerischen Denkmal-Atlas nicht kartiert | D-6-79-180-51 | BW             |
| Brunnenstraße 1 (Standort)                                                                          | Bildhäuschen                                            | Nischenaufsatz mit Relief des Blutwunders zu Walldürn, auf Postament, Sandstein, Mitte 19. Jahrhundert | D-6-79-180-10 | weitere Bilder |
| Günterslebener Straße 17 (Standort)                                                                 | Bildhäuschen                                            | in die Hauswand eingelassen, Relieftafel mit Marienkrönung, Sockel mit Inschriftenkartusche, Sandstein, bezeichnet 1717 | D-6-79-180-12 | BW             |
| Hebersberg                                                                                          | Bildstock                                               | mit Kreuzigung, farbig gefasst, um 1910; nicht nachqualifiziert, im Bayerischen Denkmal-Atlas nicht kartiert | D-6-79-180-11 | BW             |
| Hebersberg (Standort)                                                                               | Bildstock                                               | Reliefaufsatz mit Marienkrönung, Rückseite mit Erzengel Michael, auf ornamentiertem Pfeiler über Tischsockel mit Inschriftenkartusche, Sandstein, um 1730 | D-6-79-180-25 | weitere Bilder |
| Herrngasse 1 (Standort)                                                                             | Pietà                                                   | Vesperbild in Nische mit geohrter Rahmung, darüber Kartusche mit Heiligenrelief, barock, Sandstein, 18. Jahrhundert | D-6-79-180-13 | weitere Bilder |
| Herrngasse 12 (Standort)                                                                            | Pfarrhaus                                               | zweigeschossiger Massivbau mit geohrten Fensterrahmungen, bze. 1721 | D-6-79-180-14 | weitere Bilder |
| Herrngasse 12 (Standort)                                                                            | Pietà                                                   | Relief mit Vesperbild in Nische, Sandstein, 18./19. Jahrhundert | D-6-79-180-14 | weitere Bilder |
| Herrngasse 12 (Standort)                                                                            | Scheune                                                 | mit Halbwalmdach, bezeichnet 1732 | D-6-79-180-14 | weitere Bilder |
| Herrngasse 12 (Standort)                                                                            | Einfriedung                                             | Bruchsteinmauerwerk, 18./19. Jahrhundert | D-6-79-180-14 | weitere Bilder |
| Hofstraße 3 (Standort)                                                                              | St. Nepomuk-Statue                                      | Figur des Hl. Johann Nepomuk auf Postament, Sandstein, bezeichnet 1752 | D-6-79-180-16 | weitere Bilder |
| Hofstraße 12 (Standort)                                                                             | Ehemalige Schlossmühle                                  | zweigeschossiger Bruchsteinmauerwerksbau mit Satteldach und Treppengiebeln, Nordseite mit Inschriftentafel, bezeichnet 1589 | D-6-79-180-15 | weitere Bilder |
| Kaltenbrunnschlag; Gramschatzer Wald, „Kalten-Brunnen“ (Standort)                                   | Brunnenstube                                            | mit Tonnengewölbe, dat. am Sandsteinsturz 1500 | D-6-79-180-55 | BW             |
| Kirchenstraße 2 (Standort)                                                                          | Prozessionsaltar                                        | baldachinbekrönter Nischenaufsatz mit Maria Immaculatà und Dreifaltigkeitsbekrönung, Tischsockel teilweise zerstört, Sandstein, Rokoko, Mitte 18. Jahrhundert | D-6-79-180-17 | weitere Bilder |
| Kirchenstraße 36 (Standort)                                                                         | Katholische Pfarrkirche St. Peter und Paul              | Saalbau mit eingezogenem Chor und nordöstlichem Turm mit Spitzhelm, Turmuntergeschosse 13. Jahrhundert, Turmoberbau frühes 17. Jahrhundert, Langhaus und Chor, neugotisch, 1849–50; mit Ausstattung | D-6-79-180-18 | weitere Bilder |
| Kirchenstraße 36 (Standort)                                                                         | Ölbergkapelle                                           | mit lebensgroßen Sandsteinfiguren, bezeichnet 1892 | D-6-79-180-18 | weitere Bilder |
| Kirchenstraße 36 (Standort)                                                                         | Heiligenfiguren                                         | überlebensgroße Sandsteinfiguren der Apostelfürsten, 17. Jahrhundert | D-6-79-180-18 | weitere Bilder |
| Kirchenstraße 36 (Standort)                                                                         | Kreuzweg                                                | 14 Stationen, figurale Reliefs mit neugotischer Rahmung, spätes 19. Jahrhundert | D-6-79-180-18 | weitere Bilder |
| Kirchenstraße 36 (Standort)                                                                         | Bildstock                                               | Reliefaufsatz mit Kreuzschlepper und Dreifaltigkeit auf erneuerter Säule über Tischsockel mit Kartusche, Sandstein, um 1700 | D-6-79-180-18 | weitere Bilder |
| Nähe Kirchenstraße; Kirchenstraße 36 (Standort)                                                     | Friedhof                                                | ummauerte Anlage, im Kern wohl spätmittelalterlich, mit jüngerer Friedhofserweiterung im Südosten, mit Grabdenkmälern des 19. und frühen 20. Jahrhunderts | D-6-79-180-19 | weitere Bilder |
| Nähe Kirchenstraße; Kirchenstraße 36 (Standort)                                                     | Friedhofskreuz                                          | Kruzifix auf Tischsockel mit Inschrift, Kunststein, um 1900 | D-6-79-180-19 | weitere Bilder |
| Nähe Kirchenstraße (Standort)                                                                       | Friedhofsmauer                                          | Bruchsteinmauerwerk, teilweise neugotisch, spätes 19. Jahrhundert | D-6-79-180-19 | weitere Bilder |
| Nähe Kirchenstraße (Standort)                                                                       | Leichenhalle                                            | eingeschossiger Massivbau mit Walmdach und Glockendachreiter, spätes 19. Jahrhundert | D-6-79-180-19 | weitere Bilder |
| Nähe Kirchenstraße; Kirchenstraße 36 (Standort)                                                     | Kriegerehrenmal für die Gefallenen von 1866 und 1870/71 | Figur des Erzengels Michael auf hohem Postament, Kunststein, bezeichnet 1903 | D-6-79-180-19 | weitere Bilder |
| Nähe Kirchenstraße; Kirchenstraße 36 (Standort)                                                     | Kriegerdenkmal für die Gefallenen von 1914/18           | mit zentraler Nische mit Pietàrelief flankiert von Nischenreliefs mit den Hll. Michael und Georg, um 1920 | D-6-79-180-19 | weitere Bilder |
| Kleiner Leimig; Am Waldrand zwischen Kleinem und Großem Leimig (Standort)                           | Bildstock                                               | mit Ölberg-Relief, bezeichnet 1934 | D-6-79-180-52 | weitere Bilder |
| Marktplatz 2 (Standort)                                                                             | Gasthaus zum Stern                                      | zweigeschossiger, giebelständiger Massivbau mit Satteldach und Schweifgiebel, 17. Jahrhundert | D-6-79-180-20 | weitere Bilder |
| Marktplatz 4 (Standort)                                                                             | Ehemaliges Nebengebäude                                 | zweigeschossiger Fachwerkbau mit Satteldach, bezeichnet 1792 | D-6-79-180-20 | weitere Bilder |
| Mühlenberg (Standort)                                                                               | Bildstock                                               | Reliefaufsatz mit Pietàdarstellung unterm Kreuz, auf Säule über Postament, Sandstein, bezeichnet 1690 | D-6-79-180-22 | weitere Bilder |
| Niederhoferstraße, an der Westseite der Straße nahe der Stadtgrenze zu Würzburg (Standort)          | Bildhäuschen                                            | Nischenaufsatz mit Dreiecksgiebel auf Sockel (teilweise erneuert), darin Ölberrelief, um 1900 | D-6-79-180-1  | BW             |
| Niederhoferstraße 7, 9 (Standort)                                                                   | Ehemaliges Rathaus                                      | zweigeschossiger Massivbau mit Satteldach und Schweifgiebeln, bezeichnet an Wappentafel 1601, sowie am Gebäude 1614, um 1900 verändert | D-6-79-180-4  | weitere Bilder |
| Niederhoferstraße 11 (Standort)                                                                     | Hofportal                                               | mit Nepomuk-Figur, 17./18. Jahrhundert; nicht nachqualifiziert, im bayerischen Denkmalatlas nicht kartiert | D-6-79-180-2  | BW             |
| Niederhoferstraße 24 (Standort)                                                                     | Prozessionsaltar                                        | mit Immaculata und Dreifaltigkeit, Rokoko, Mitte 18. Jahrhundert; nicht nachqualifiziert, im Bayerischen Denkmal-Atlas nicht kartiert | D-6-79-180-3  | BW             |
| Schloßberg 1 (Standort)                                                                             | Schloss Grumbach                                        | Ehemalige Burganlage, errichtet als Adelssitz der Herrn von Grumbach, wohl 1. Hälfte 14. Jahrhundert, dann Umbau zur fürstbischöflichen Sommerresidenz unter Julius Echter, 1593 – um 1617; V-förmige Schlossanlage mit dreigeschossigem, massivem Südflügel über hohem talseitigen Sockel mit Satteldach und Treppengiebeln, spätgotisch, 1. Hälfte 14. Jahrhundert sowie jüngerem Ostflügel, als zweigeschossiger Massivbau mit Satteldach, nördlichem Volutengiebel und reichem Renaissanceportal, 1593–1617; mit Ausstattung | D-6-79-180-21 | weitere Bilder |
| Schloßberg 1 (Standort)                                                                             | Schloss Grumbach, Befestigung                           | unregelmäßiger, vieleckiger Bering mit runden und halbrunden Wehrtürmen, 1. Hälfte 14. Jahrhundert |               | weitere Bilder |
| Schloßberg 1 (Standort)                                                                             | Schloss Grumbach, Wandbrunnen                           | halbrunde Nische mit Rollwerkrahmung und Echterwappen, darunter erneuertes Brunnenbecken, spätes 16./ frühes 17. Jahrhundert |               | weitere Bilder |
| Storchstraße 4 (Standort)                                                                           | Ehemalige Synagoge                                      | Satteldachbau mit Treppenturm, 1792, 1852 verändert | D-6-79-180-50 | weitere Bilder |
| Dürrwiesner Tannen ()                                                                               | Quellfassung                                            | rundbogig gewölbte Brunnenstube aus Bruchsteinen, um 1600; ehemals für die Wasserversorgung der Wüstung Dürrwiese | D-6-79-180-70 |                |

### Gramschatz
| Lage                                                                 | Objekt                               | Beschreibung | Akten-Nr.     | Bild           |
| -------------------------------------------------------------------- | ------------------------------------ | --- | ------------- | -------------- |
| Arnsteiner Straße 1 (Standort)                                       | Gasthof Goldener Hirsch              | zweigeschossiger Halbwalmdachbau über Hakengrundriss mit Fachwerkoberstock, um 1800                                                                                         | D-6-79-180-28 | weitere Bilder |
| Arnsteiner Straße 2; Nähe Schulzengasse (Standort)                   | Katholische Pfarrkirche St. Cyriakus | Saalbau mit eingezogenem Chor und Chorturm mit Spitzhelm, Turmuntergeschosse, 15. Jahrhundert, Langhaus und Turmobergeschoss, 1731; mit Ausstattung                         | D-6-79-180-27 | weitere Bilder |
| Der Breite Weg (Standort)                                            | Bildstock                            | Kreuzdachbildstock, mit Darstellungen der Kreuzigung sowie der Hll. Petrus und Paulus, auf abgefastem Pfeiler, Sandstein, spätgotisch, 16./17. Jahrhundert                  | D-6-79-180-56 | BW             |
| Bücheleck; Kreisstraße WÜ 9, an der Straße nach Retzstadt (Standort) | Bildstock                            | Monolith, Kreuzdachabschluss mit Reliefs von Kreuzigung, Kreuzschlepper und Heiligem, auf Pfeiler, Sandstein, bezeichnet 1624                                               | D-6-79-180-40 | Bildstock      |
| Geiersberg, Hausener Straße (Standort)                               | Bildstock                            | Reliefaufsatz mit Madonnenbüste, auf Pfeiler mit Inschrift, über Sockel, Kalkstein, bezeichnet 1930                                                                         | D-6-79-180-59 | weitere Bilder |
| Hausener Straße 5 (Standort)                                         | Bildstock                            | Monolith, Kreuzdachabschluss mit Relief der Kreuzigung, auf Pfeiler mit Echterwappen, über Sockel, Sandstein, bezeichnet 1594                                               | D-6-79-180-30 | weitere Bilder |
| Nähe Heinrich-Jakob-Straße (Standort)                                | Friedhof                             | ummauerte Anlage mit einigen Grabmälern des 1. Viertels des 20. Jahrhunderts                                                                                                | D-6-79-180-36 | weitere Bilder |
| Nähe Heinrich-Jakob-Straße (Standort)                                | Friedhofsmauer                       | Bruchsteinmauerwerk, um 1800 | D-6-79-180-36 | weitere Bilder |
| Nähe Heinrich-Jakob-Straße (Standort)                                | Friedhofskreuz                       | Kruzifix auf Tischsockel mit Schädelstätte, Sandstein, um 1830 | D-6-79-180-36 | weitere Bilder |
| Obere Seegasse (Standort)                                            | Prozessionsaltar                     | auf Pfeilern getragener Nischenaufsatz mit Kreuzigungsrelief, auf Tischsockel mit Inschriftenkartusche, Sandstein, bezeichnet 1725                                          | D-6-79-180-58 | weitere Bilder |
| Retzstadter Straße 5 (Standort)                                      | Ehemals fürstbischöfliches Jagdhaus  | dann kath. Pfarrhaus, zweigeschossiger Massivbau mit Walmdach und geohrten Fensterrahmungen, 18. Jahrhundert                                                                | D-6-79-180-31 | weitere Bilder |
| Retzstadter Straße 5 (Standort)                                      | Hoftor                               | bezeichnet 1842 | D-6-79-180-31 | weitere Bilder |
| Retzstadter Straße 6 (Standort)                                      | Hoftoranlage                         | mit separater Fußgängerpforte mit profilierter Rahmung, Heiligenfigur und Aufsätzen, bezeichnet 1795                                                                        | D-6-79-180-32 | weitere Bilder |
| Retzstadter Straße 19 (Standort)                                     | Bildhäuschen                         | in die Hofmauer integriert, rundbogiger Nischenaufsatz mit Dreifaltigkeitsrelief auf Tischsockel, darüber Pietàfigur als Bekrönung, Sandstein, 18. Jahrhundert              | D-6-79-180-33 | weitere Bilder |
| Nähe Schulzengasse (Standort)                                        | Prozessionsaltar                     | Nischenaufsatz mit Pietàrelief auf Tischsockel mit Inschrift, Sandstein, bezeichnet 1698                                                                                    | D-6-79-180-29 | weitere Bilder |
| Schulzengasse 8 (Standort)                                           | Ehemaliges Schulhaus                 | zweigeschossiger Massivbau mit Walmdach und Mittelrisalit, spätklassizistisch, um 1870                                                                                      | D-6-79-180-34 | weitere Bilder |
| Staatsstraße 2294 (Standort)                                         | Wegkreuz                             | Kruzifix auf neuromanischem Tischaltar, Sandstein, um 1880 | D-6-79-180-37 | weitere Bilder |
| Stationsweg (Standort)                                               | Kreuzweg                             | 14 Stationen, in Form neugotischer Nischenaufsätze mit figuralen Reliefs auf Sockeln, Sandstein, um 1900/1910                                                               | D-6-79-180-38 | weitere Bilder |
| Staatsstraße 2294; Straßholz; Tannen am alten Trieb (Standort)       | Kreuzschlepper                       | Kopie nach Vorbild des 18. Jahrhunderts, Figur des kreuztragenden Christus auf Knien über Sockel mit Inschrift, auf Pfeiler über Postament, Sandstein, wohl 19. Jahrhundert | D-6-79-180-39 | BW             |
| Zum Ochsengrund 8 (Standort)                                         | Bildhäuschen                         | rundbogiger Nischenaufsatz mit Relief der Monstranz, auf Tischsockel, Sandstein, Mitte 18. Jahrhundert                                                                      | D-6-79-180-35 | weitere Bilder |

### Maidbronn
| Lage                                | Objekt                           | Beschreibung | Akten-Nr.     | Bild           |
| ----------------------------------- | -------------------------------- | --- | ------------- | -------------- |
| Estenfelder Straße 6 (Standort)     | Bildstock                        | Reliefaufsatz mit Dreifaltigkeit und Pietà, auf ornamentiertem Pfeiler über Tischsockel, Sandstein, 2. Hälfte 18. Jahrhundert | D-6-79-180-49 | weitere Bilder |
| Friedhofweg (Standort)              | Kreuzweg                         | 14 Stationen mit figürlichen Sandsteinreliefs, um 1870 | D-6-79-180-47 | BW             |
| Klosterstraße 4 (Standort)          | Ehemalige Klostermühle           | zweigeschossiger Massivbau mit Satteldach und Pietàrelief um 1700, mit zweigeschossigem Anbau mit Mansarddach und Tordurchfahrt, Hauptgebäude im Kern wohl mittelalterlich, später mehrfach verändert                                     | D-6-79-180-41 | weitere Bilder |
| Klosterstraße 7, 9 (Standort)       | Ehemaliges Konventsgebäude       | Westflügel des ehemaligen. Zisterzienserinnenklosters, zwei anschließende zweigeschossige Massivbauten mit Satteldächern, im Kern wohl mittelalterlich, nach 1513, mit Formen des 17. Jahrhunderts, später mehrfach verändert             | D-6-79-180-42 | weitere Bilder |
| Riemenschneiderstraße (Standort)    | Einfriedung des Pfarrgartens     | Bruchsteinmauerwerk, bezeichnet 1885 unter Integration älterer Teile des ehemaligen Klosters, spätmittelalterlich und 1885 | D-6-79-180-60 | weitere Bilder |
| Riemenschneiderstraße (Standort)    | Katholische Pfarrkirche St. Afra | Zisterzienserinnenklosterkirche, Saalbau mit geradem Chorschluss, vom ursprünglichen Bau des 13. Jahrhunderts der Ostteil mit Laienkirche und Chor erhalten, Westturm mit Pyramidendach erneuert, frühes 19. Jahrhundert; mit Ausstattung | D-6-79-180-43 | weitere Bilder |
| Riemenschneiderstraße 14 (Standort) | Pfarrhaus                        | zweigeschossiger Massivbau mit Satteldach, unter Verwendung der Außenmauern des Nonnenchores der ehemaligen Zisterzienserinnenklosterkirche, im Kern spätes 13. Jahrhundert, bezeichnet 1884                                              | D-6-79-180-46 | weitere Bilder |
| Riemenschneiderstraße 15 (Standort) | Bildhäuschen                     | Nischenaufsatz mit Madonnenbüste, auf hohem Postament, Sandstein, 18. Jahrhundert | D-6-79-180-57 | weitere Bilder |
| Riemenschneiderstraße 18 (Standort) | Ehemaliges Schulhaus             | zweigeschossiger Massivbau mit Walmdachbau und Rundbogenfenstern, um 1860 | D-6-79-180-48 | weitere Bilder |
| Riemenschneiderstraße 23 (Standort) | Pumpbrunnen                      | wohl anstelle des ehemaligen Klosterbrunnens, gusseiserne Brunnensäule, 2. Hälfte 19. Jahrhundert, mit Pflasterweg des sogenannten Brunngangs                                                                                             | D-6-79-180-44 | weitere Bilder |
| Riemenschneiderstraße 23 (Standort) | Bildstock                        | Reliefaufsatz mit Abendmahl und Pietàdarstellung, auf Säule über Tischsockel, Sandstein, bezeichnet 1714 | D-6-79-180-45 | weitere Bilder |